# Madison Cash Spiel 2012
Il Madison Cash Spiel 2012 si è tenuto dal 30 novembre al 2 dicembre al Madison Curling Club a Madison, Wisconsin durante il World Curling Tour 2012-2013. L'evento si è svolto in un formato round robin.

## Albo d'oro
| Specialità | Oro         | Argento      | Bronzo                      |
| ---------- | ----------- | ------------ | --------------------------- |
| Uomini     | Pete Fenson | John Shuster | Ethan Meyers e Craig Brown  |
| Donne      | Erika Brown | Jill Mouzar  | Becca Hamilton e Patti Lank |